# انرژی تجدیدپذیر در آمریکا

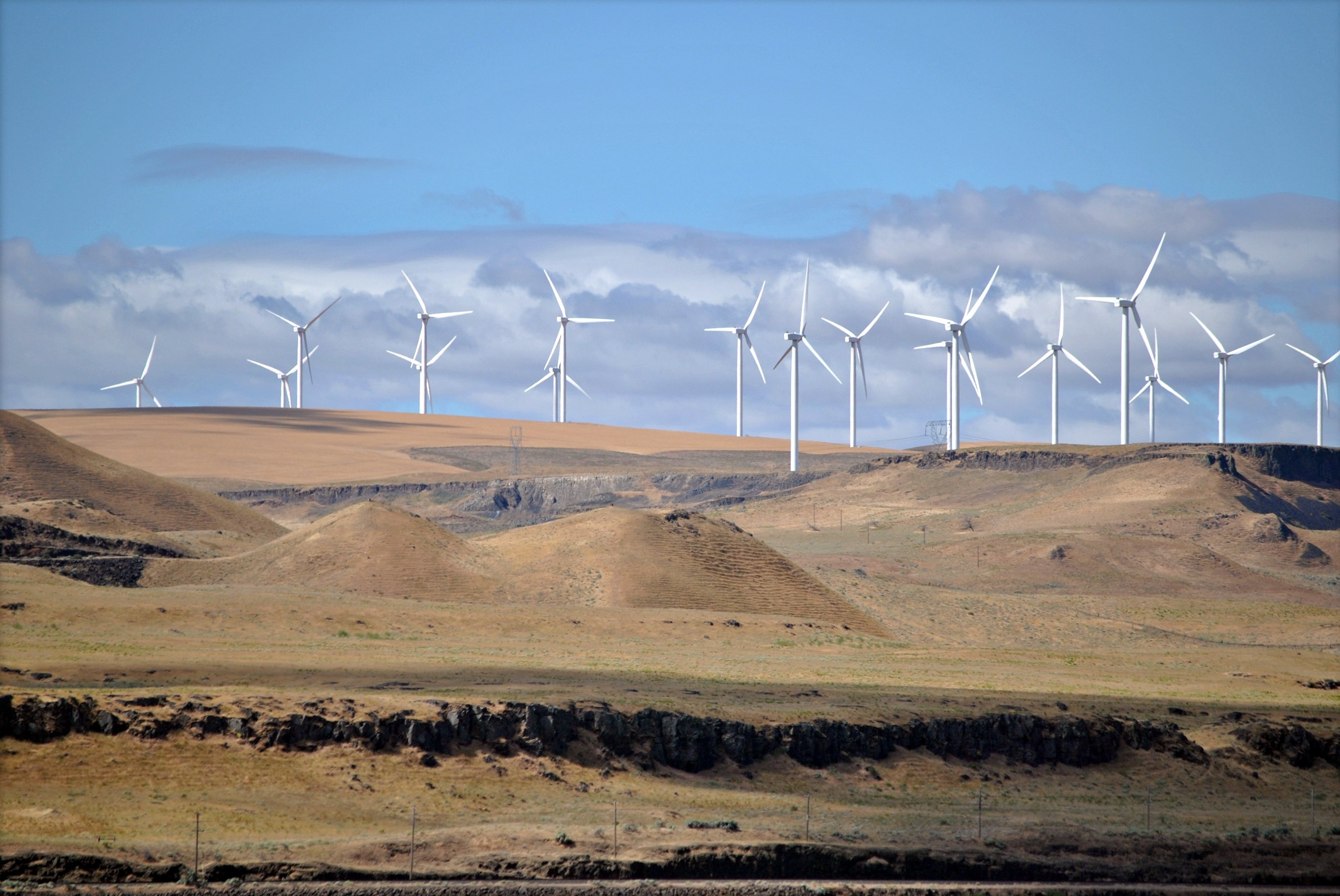
مزرعه بادی شپردز فلت یک مزرعه بادی ۸۴۵ مگاواتی (MW) در ایالت اورگان است.

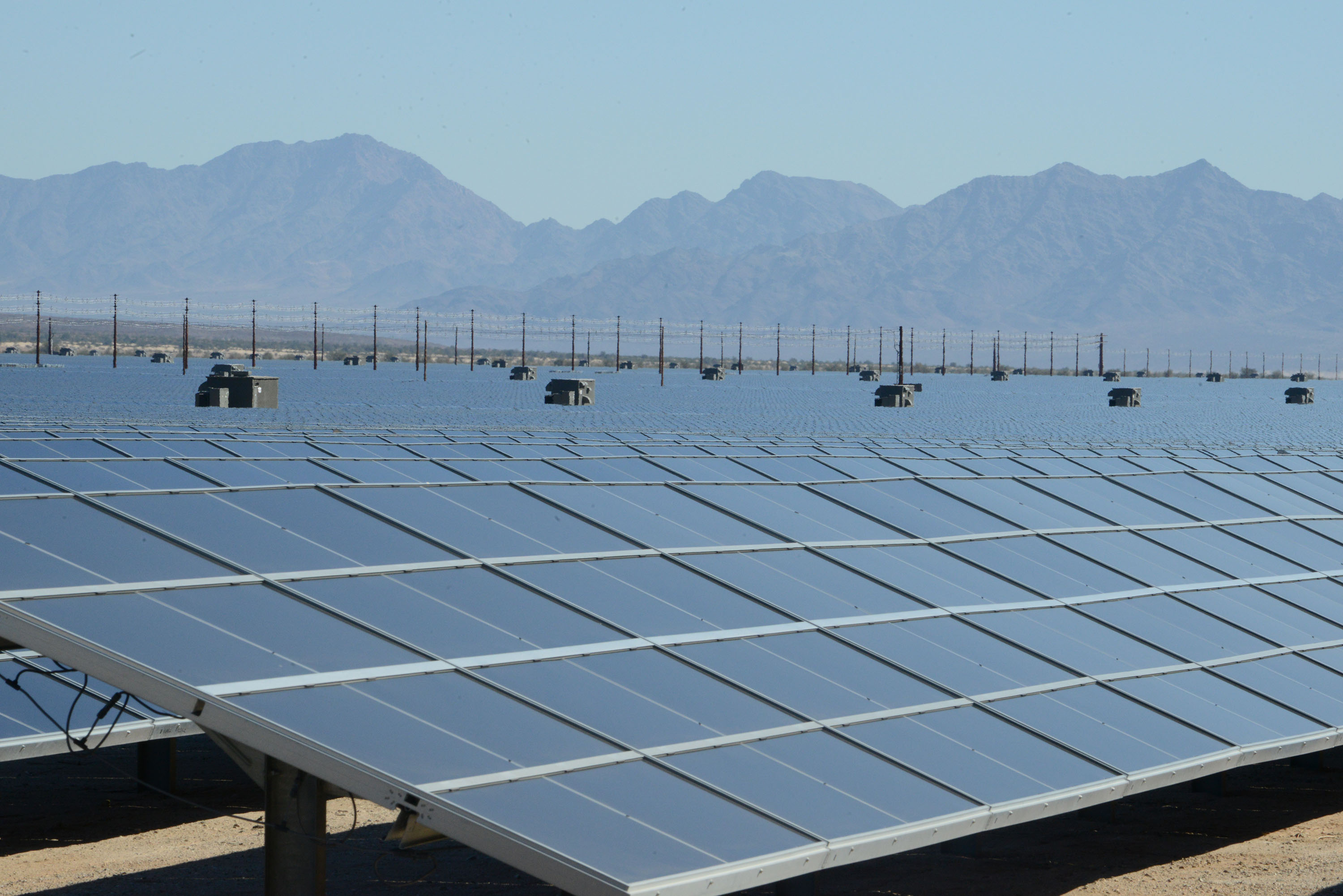
آرایه‌های خورشیدی در مزرعه خورشیدی ۵۵۰ مگاواتی Desert Sunlight

بر اساس داده‌های اولیه اداره اطلاعات انرژی ایالات متحده، انرژی‌های تجدیدپذیر حدود ۱۲٫۶ درصد از کل مصرف انرژی اولیه و حدود ۱۹٫۸ درصد از برق تولیدی داخلی در ایالات متحده آمریکا در سال ۲۰۲۰ را به خود اختصاص داده‌است.
از سال ۲۰۱۹، نیروی بادی بزرگترین تولیدکننده برق تجدیدپذیر در این کشور بوده‌است. انرژی بادی در سال ۲۰۲۰ بیش از ۳۳۷٫۹ تراوات ساعت برق تولید کرد که ۸٫۴ درصد از کل تولید برق کشور و ۴۳٫۲ درصد از کل تولید برق تجدیدپذیر را تشکیل می‌داد. تا اکتبر ۲۰۲۱، ظرفیت تولید برق بادی ایالات متحده ۱۲۹۲۵۶ مگاوات (MW) بود. تگزاس به‌عنوان ایالات پیشرو در استقرار نیروی بادی باقی ماند و پس از آن آیووا و اوکلاهما تا پایان سال ۲۰۲۰ قرار گرفتند
برق آبی دومین منبع تولیدکننده برق تجدیدپذیر در کشور است که حدود ۷٫۳ درصد از کل برق کشور در سال ۲۰۲۰ و همچنین ۳۶٫۴ درصد از کل تولید برق تجدیدپذیر را تولید می‌کند. ایالات متحده پس از چین، کانادا و برزیل، چهارمین تولیدکننده بزرگ برق آبی در جهان است.
انرژی خورشیدی سهم فزاینده ای از برق در کشور را فراهم می‌کند، با بیش از ۵۰ گیگاوات ظرفیت نصب شده که حدود ۱٫۳ درصد از کل برق کشور را در سال ۲۰۱۷ تولید می‌کند، از ۰٫۹ درصد در سال قبل. تا سال ۲۰۱۶، بیش از ۲۶۰۰۰۰ نفر در صنعت خورشیدی کار می‌کردند و ۴۳ ایالت از شبکه‌سنجی استفاده کردند، جایی که شرکت‌های انرژی برق مازاد تولید شده توسط آرایه‌های خورشیدی را پس گرفتند. نیروگاه‌های فتوولتائیک بزرگی در ایالات متحده شامل Mount Signal Solar (600 MW) و Solar Star (579 MW) هستند. از زمانی که ایالات متحده فناوری انرژی حرارتی خورشیدی را در دهه ۱۹۸۰ با Solar One پیشگام کرد، چندین نیروگاه دیگر از این قبیل ساخته شده‌است. بزرگترین این نیروگاه‌های حرارتی خورشیدی، تأسیسات برق نیروگاه خورشیدی ایوانپا (۳۹۲ مگاوات)، در جنوب غربی لاس وگاس، و گروه نیروگاه‌های سامانه‌های تولید انرژی خورشیدی در صحرای موهاوی، با ظرفیت کل تولید ۳۵۴ مگاوات است.
از دیگر منابع انرژی تجدیدپذیر می‌توان به زمین گرمایی اشاره کرد که The Geysers در شمال کالیفرنیا بزرگترین مجموعه زمین گرمایی در جهان است.
به گفته باراک اوباما، رئیس‌جمهور پیشین، توسعه انرژی‌های تجدیدپذیر و بهره‌وری انرژی، «عصر جدیدی از اکتشاف انرژی» را در ایالات متحده رقم زد. اوباما در یک سخنرانی مشترک در ۲۴ فوریه ۲۰۰۹ در کنگره خواستار دو برابر شدن انرژی‌های تجدیدپذیر در سه سال آینده شد. انرژی‌های تجدیدپذیر در سه‌ماهه اول سال ۲۰۱۱ به نقطه عطف مهمی رسید، زمانی که ۱۱٫۷ درصد از کل تولید انرژی ملی (۶۶۰ تراوات ساعت) را به خود اختصاص داد که برای اولین بار از سال ۱۹۹۷ از تولید انرژی از انرژی هسته ای (۶۲۰ تراوات ساعت) پیشی گرفت. باراک اوباما در سخنرانی خود در سال ۲۰۱۲، تعهد خود به انرژی‌های تجدیدپذیر را تکرار کرد و به تعهد دیرینه وزارت کشور مبنی بر اجازه دادن به ۱۰۰۰۰ مگاوات پروژه‌های انرژی تجدیدپذیر در زمین‌های عمومی در سال ۲۰۱۲ اشاره.

## اساس انرژی‌های تجدیدپذیر
فن‌آوری‌های انرژی‌های تجدیدپذیر طیف گسترده و گوناگونی از فناوری‌ها، از جمله فتوولتائیک خورشیدی، نیروگاه‌های حرارتی خورشیدی و سیستم‌های گرمایش/سرمایش، مزارع بادی، برق آبی، نیروگاه‌های زمین گرمایی، و سیستم‌های انرژی اقیانوسی و استفاده از زیست توده را در بر می‌گیرد.